# ムランジェ
ムランジェ（Mulanje）はマラウイのムランジェ県の町である。

## 概要
この都市はモザンビークとの国境の町であるほか、ムランジェ山に近いことで有名である。また、この町にはムランジェ山森林保護区の管理を行うムランジェ山保全トラストの本部があるほか、マラウイの茶の生産における中心地となっている。

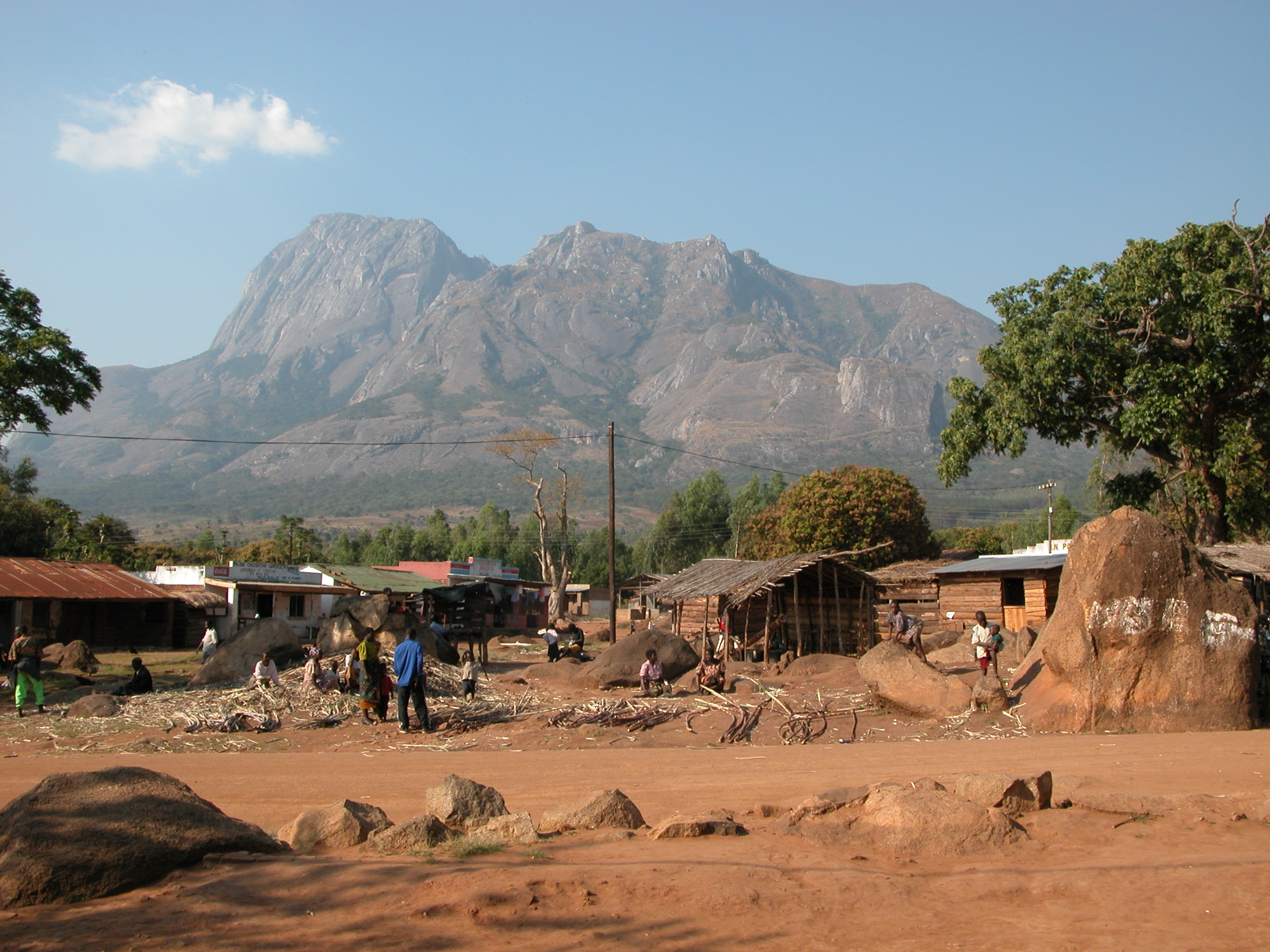
ムランジェ山の景色

人口統計
| 年   | 人口  |
| ---- | ----- |
| 1987 | 7113  |
| 1998 | 12569 |
| 2008 | 20870 |